# S/2004 S 52
S/2004 S 52 — природний супутник Сатурна. Відкритий 15 травня 2023 року Скоттом Шеппардом, Девідом Джуїттом, Бреттом Гледменом, Дженом Кліна, Едвардом Ештоном та Майком Александерсеном зі спостережень, зроблених між 12 грудня 2004 року та 24 липня 2020 року.
Діаметр S/2004 S 52 – близько 4 км, велика піввісь – 26 448 100 км, орбітальний період – 1633,98 земної доби. Обертається навколо Сатурна зі зворотним орбітальним рухом під нахилом 165,3° до площини екліптики, ексцентриситет орбіти – 0,292. S/2004 S 52 належить до скандинавської групи і є одним із найвіддаленіших супутників Сатурна разом із S/2004 S 26, S/2019 S 21 і S/2020 S 9.
S/2004 S 52 на даний момент є найвіддаленішим ненумерованим природним супутником Сатурна.